# Гольшанський Андрій Іванович
Андрій Гольшанський — старший син зрущеного литовського князя, намісника київського Івана Ольгимонтовича від Агрипини Святославни, смоленської князівни.

## Життєпис
Першу згадку о нім історики добачають у повідомленні німецького хроніста Віганда Марбурзького про те, що якийсь «ducem Andream» супроводжував зимою 1389–90 року І. Гольшанського на перемовинах із тевтонським магістром; коли це дійсно так, то родитись Андрій мусів близько 1370. Посполу з вітцем й братом Семеном він-таки засвідчив віленсько-радомську унію (18 січня 1401).              
У Веґеберіхтах, зладжених на підставі донесень прусських вивідників останньої чверті XIV століття, нобіля під 1385 р. зазначено як посідача дворів Ів'є (Ywie, ouch Andrusken hoff) та Гольшани (Goltschan, Andrusken hoﬀ) на 91-м маршруті хрестоносців, а втім, дещо далій по тексту Гольшани на 97 маршруті вже названі власністю діда Ольгимонта.             
Хроніка Биховця назива Андрія Івановича князем в'язинським (од імені розташованого біля Гольшан села, що було центром його володінь), тоді як Ян Длугош, автор польських Анналів, — намісником київським. Послідня звістка потверджується внесенням А. Гольшанського в перелік «князей наших великых» синодика Києво-Печерської лаври. Роками ж порядкування оного у колишнім стольнім граді литовський історик Лауринас Шедвідіс схильний лічити 1411–18. 

### Родина
З Олександрою Дмитрівною Друцькою прижив трійко доньок:
- Василіса — жінка кн. Івана Володимировича;
- Софія — четверта дружина польського короля Владислава ІІ Ягайла, засновника династії Ягеллонів. Матір Владислава III (нар. 1424) та Казимира IV (нар. 1427). Прикметно, що та ж Хроніка Биховця виводить її походження «z pokolenia ruskoho», себто православного[3][c].
- Марія — дружина молдовського господаря Іллі І.

По його кончині діти трапили на виховання к вую, — Семену Друцькому.

## Завваги
1. ↑  Олександр Кузьмін натомість гадає, що під цією личиною може критись А. В. Друцький[be] або його родич,  А. М. Одинцевич[1].
2. ↑  В оригіналі — «в'язанський» (wiazański), що пізніше з подачі Теодора Нарбута було хибно потрактовано як в'яземський і в такому вигляді інколи подибується у літературі[8]. Своєю чергою, Матей Стрийковський помилково означив його ще і як князя друцького та родоначальника Острозьких й Заславських[9].
3. ↑  Вірогідно, Казимир отримав друге ім'я Андрій саме на честь діда[12].